# 彭妮·麦卡锡
彭妮·麦卡锡（英語：Penny McCarthy，？—），新西兰女子游泳运动员，主攻蝶泳。她曾代表新西兰参加1978年英联邦运动会游泳比赛，获得女子100米蝶泳银牌。